# Leslie Miller
Pour les articles homonymes, voir Miller.
Leslie Miller (30 mars 1911 - 1959) est un footballeur anglais qui a joué au FC Sochaux et à Tottenham dans les années 1930. Ailier élégant, il a tout au long de sa carrière prouvé ses aptitudes de buteur. 
Remarqué très jeune, Jack Tresadern son entraîneur à Northampton lui propose de passer professionnel alors que Miller n'a que dix-sept ans. Il refuse, indiquant un de ses coéquipiers qu'il juge plus qualifié pour le poste. Il est retenu à plusieurs occasions en sélection scolaire d'Angleterre.
Victor Gibson, l'entraineur du FC Sochaux, lui fait traverser la Manche en 1931. Il ne tarde pas à se faire remarquer inscrivant un doublé, lors de la victoire de Sochaux contre le Club français à l'occasion du match inaugural du stade de la Forge, le 11 novembre 1931.
Après une saison a joué en coupe Peugeot, le professionnalisme est enfin reconnu en France et un championnat national est créé. Il marque ainsi le 11 septembre 1932 face au CA Paris, le premier but de l'histoire du FC Sochaux en D1.
À la suite d'une saison difficile, le nouvel entraîneur sochalien Conrad Ross a recours à un large recrutement et Miller se retrouve sur le banc en raison du trop grand nombre de joueurs étrangers. Il doit attendre la naturalisation de Pedro Duhart pour retrouver les terrains.
Le même Tresadern devenu entraîneur des « Spurs » entend parler des exploits de Les Miller de l'autre côté de la Manche et est à l'origine de son retour en Angleterre. Il devient le joueur vedette de Tottenham.

## Palmarès
- Champion de France 1934-35 avec le FC Sochaux
- Vainqueur de la Coupe Peugeot 1931 avec le FC Sochaux